# Микросейсмы
Микросе́йсмы (микро + греч. seismos — землетрясение) — колебания земной поверхности малой амплитуды, вызываемые прохождением циклонов и другими атмосферными процессами. Эмиль Вихерт полагал, что микросейсмы возникают при ударах морских волн о берега.
Микросейсмы также вызываются деятельностью человека. На записях колебаний земной поверхности вблизи города отчётливо видны разные фазы жизни города: начало рабочего дня, перерыв на обед, завершение рабочего дня, ночь. Чтобы избавиться от микросейсмического фона, сейсмические станции выносят далеко за пределы города.
Сейсмический шум от различных источников несет в себе характеристики места, где он регистрируется, и благодаря наблюдению микросейсм можно добиться, чтобы характерные для этой местности частоты колебаний, отличались от собственных частот колебаний строящихся здесь зданий, что уменьшает риск разрушения здания при землетрясении.
Микросейсмы принято делить на три вида:
1. Микросейсмы первого рода с периодами колебаний от 2-3 до 6-10 секунд.
2. Микросейсмы второго рода, или длиннопериодные, с периодом колебаний более 12-15 секунд.
3. Короткопериодные микросейсмы с периодами от сотых долей секунды до 2-3 секунд.